# FabFi
FabFiとは都市規模での無線メッシュネットワークを構築するオープンソース・システムである。このシステムは中央のプロバイダから町や都市に渡り無線インターネットを共有するための安価なフレームワークである。当システムは元はジャラーラーバードのファブラボによりアフガニスタンの同地の一部に高速インターネット回線を提供するため開発され、ホップ数が大きくても高パフォーマンスを維持できるよう設計されている。

## 背景
2009年2月、ジャラーラーバードのファブラボは村落や都市にある病院、大学、NGO事務所に高速インターネット回線を提供したいと考えていた。このシステムはノルウェーでヒツジを追跡するために設計された低価格なシステムを利用した。その他の村落や町への展開も容易に可能であり、激しい雨やスモッグ、木々の生い茂る土地でも一貫して利用可能なよう設計されている。
システムは主に認証用データベースと管理システムを収容するFabFiサーバ、終端点（エンドポイント）の無線LANルータを持つFabFiノード、そして電波集約用の反射板装置、FabFiリフレクターから成る。無線LANルータはLinksys WRT64Gシリーズ等安価な市販製品を利用、オペレーティングシステムはOpenWrt等のLinux、その他Apache HTTP Server、MySQL等の各種オープンソースソフトウェアを利用し構築されている。
ファブラボを利用するコミュニティ・メンバーはこのシステムのコントロールと管理を任せられた後、1ヶ月間このシステムを用いて訓練と経験を得た。多くの地域が初期ノードへの参加を開始しており、今後数ヶ月に渡ってメッシュが拡大すると考えられている。当システムにおいて最も長いリンクは、初期のころに構築されたジャラーラーバード市内にある当ファブラボから公立病院の給水塔までの間をつなぐネットワークである。

## 世界中のFabFi

### アフガニスタン
ジャラーラーバードには45のリモート・ノードが存在し、最も長いリンク・スパニングは6 kmに及ぶ。トータルのデータ・スループットは11.5Mbpsである。当システムは中央の許可なく誰でも拡張可能であり、それは単にノードを追加して、システムの無線ルータを適切な方角に向ければよい。
終端点のリンク構築に必要な資材は60米ドルであり、地元で手に入る。周辺地域360度をカバーすることができる高性能なエンドポイント・ノードはハードウェアと費用がよりかかるがそれでも150米ドル程度である。
アフガニスタンにおける追加のサイトが現在検討されている。

### ケニア
ケニアには50のリモートFabFiノードが存在し、これらは3つのサイトに渡り展開されている。これらを結ぶ最長のリンクは3.5 kmである。データ・スループットは概ね距離2.5 km間で上り6ホップとなり30Mbps超となる。
当地のシステムは家庭に直接無線ネットワークを提供できるよう設計されており、ユーザー管理と料金請求管理も行うことができる。この機能はグローバルのコードベースやアフガニスタンで利用されているシステムのコードベースには未だ反映されていない。

### 今後構築予定のサイトとテストベッド
2011年中頃にFabFiシステムを米国で試験するとしている。